# Bruzdniczek (owady)

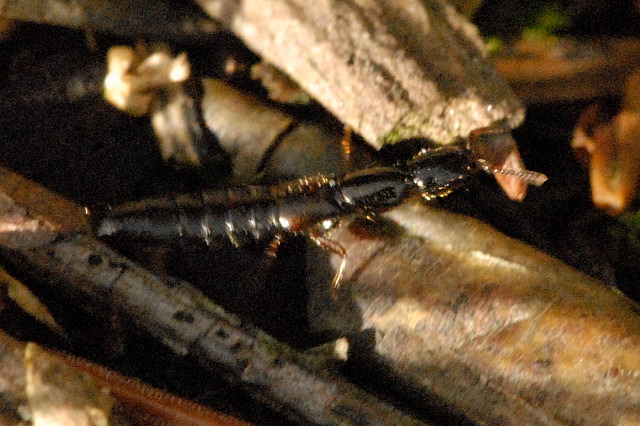
Bruzdniczek mrówkojad

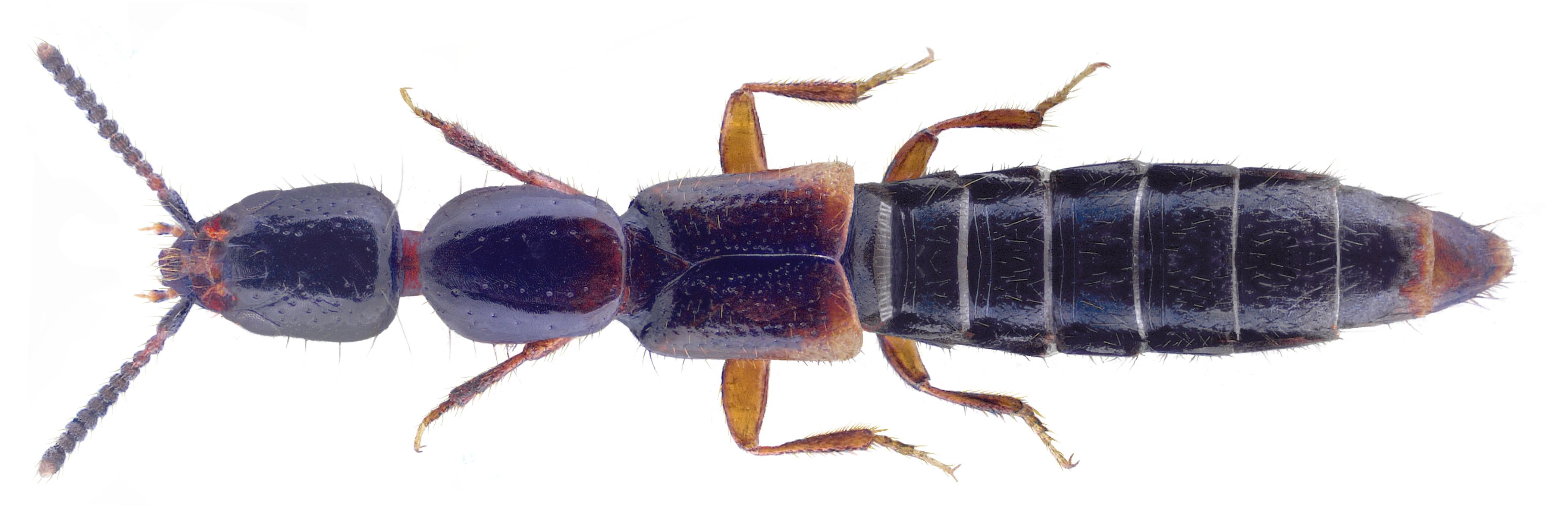
Leptacinus pusillus

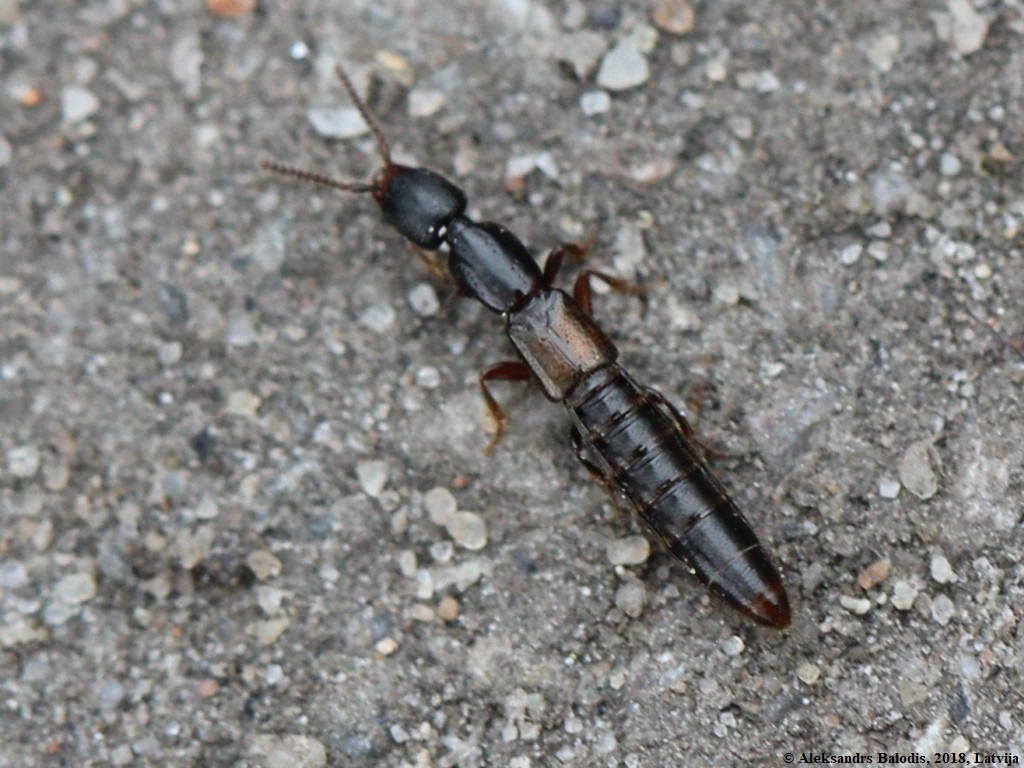
Leptacinus batychrus

Bruzdniczek (Leptacinus) – rodzaj chrząszczy z rodziny kusakowatych i podrodziny kusaków. Obejmuje ponad 150 opisanych gatunków.

## Morfologia
Chrząszcze o wąskim, mocno wydłużonym, niewielkich rozmiarów ciele. Umieszczona na cienkiej szyi głowa jest duża, o małych oczach oraz położonych tuż przy ich krawędziach wewnętrznych, skierowanych ku środkowi czoła, ale go nieosiągających, bruzdach czołowych zewnętrznych. Czułki mają krępą budowę i są dłuższe od głowy. Przekrój ich członów od czwartego do jedenastego jest okrągły. Aparat gębowy cechuje się żuwaczkami z wyraźną i długą bruzdą na krawędzi zewnętrznej oraz ostatnim członem głaszczków szczękowych szczątkowo rozwiniętym, smukłym, o połowę węższym od poprzedniego, zaostrzonym na szczycie. Na wierzchu przedplecza znajdują się dwa grzbietowe rzędy punktów liczące po od 7 do 12 sztuk. Na tarczce występują co najwyżej dwa punkty. Odnóża przedniej pary cechują się niezmodyfikowanymi lub lekko rozszerzonymi stopami. Odnóża pary środkowej i tylnej mają stopy krótsze lub równe długości goleni. Samiec ma edeagus z cęgowatymi paramerami.

## Ekologia i występowanie
Owady te bytują głównie w ściółce, wśród gnijących szczątków roślinnych czy w odchodach. Część gatunków nie stroni od środowisk synantropijnych, takich jak pryzmy kompostowe czy sterty wypielonego zielska. Mniej liczne są gatunki myrmekofilne, zasiedlające mrowiska.
Rodzaj kosmopolityczny, znany z krain palearktycznej, etiopskiej, madagaskarskiej, orientalnej, australijskiej, oceanicznej, nearktycznej i neotropikalnej. Do fauny europejskiej należy 10 gatunków, z których 5 stwierdzono w Polsce (zobacz: wydłużaki Polski).

## Taksonomia
Takson ten wprowadzony został w 1839 roku przez Wilhelma Ferdinanda Erichsona. W zapisie kopalnym znany jest od eocenu. Należy do niego ponad 150 opisanych gatunków:
- Leptacinus abactus Tottenham, 1956
- Leptacinus abessinus Bernhauer, 1931
- Leptacinus aethiopicus Bernhauer, 1931
- Leptacinus aethiops Bernhauer, 1920
- Leptacinus afghanus Bordoni, 2016
- Leptacinus africanus Bernhauer, 1929
- Leptacinus ajax Tottenham, 1949
- Leptacinus angustus Sharp, 1874
- Leptacinus anommatophilus Cameron, 1948
- Leptacinus antennalis Cameron, 1932
- Leptacinus apicipennis Fairmaire & Germain, 1861
- Leptacinus armeniacus Coiffait, 1966
- Leptacinus assamensis Coiffait, 1982
- Leptacinus astrakhanicus K.A.Grebennikov, 2001
- Leptacinus baronii Coiffait, 1982
- Leptacinus basipennis Bernhauer, 1942
- Leptacinus batychrus (Gyllenhal, 1827)
- Leptacinus beesoni Cameron, 1932
- Leptacinus biroi Last, 1980
- Leptacinus bisulciceps Lea, 1925
- Leptacinus blackburni Lea, 1925
- Leptacinus brevisulcatus Cameron, 1933
- Leptacinus brincki Scheerpeltz, 1974
- Leptacinus brunneus Coiffait, 1968
- Leptacinus caffer Scheerpeltz, 1974
- Leptacinus cameroni Steel, 1949
- Leptacinus cephalotes Coiffait, 1968
- Leptacinus chinensis Cameron, 1940
- Leptacinus circumcaspicus Gusarov, 1993
- Leptacinus congoensis Bernhauer, 1929
- Leptacinus cooperi Bernhauer, 1931
- Leptacinus crepitans Tottenham, 1956
- Leptacinus cribricollis Fauvel, 1905
- Leptacinus curicanus Coiffait & Sáiz, 1964
- Leptacinus debilis Cameron, 1950
- Leptacinus delicatulus Coiffait, 1968
- Leptacinus densus Bernhauer, 1939
- Leptacinus dieganus Fauvel, 1905
- Leptacinus difficilis Cameron, 1933
- Leptacinus dubius Bordoni, 1975
- Leptacinus eggersi Bernhauer and Schubert, 1914
- Leptacinus elgonensis Bernhauer, 1939
- Leptacinus encephalus Fauvel, 1907
- †Leptacinus exsucidus (Scudder, 1900)
- Leptacinus faunus Coiffait, 1956
- Leptacinus ferrugineus Bernhauer, 1927
- Leptacinus filiformis Scheerpeltz, 1957
- Leptacinus filum Kraatz, 1859
- Leptacinus formicetorum Märkel, 1841
- †Leptacinus fossus Scudder, 1900
- Leptacinus fragilis Cameron, 1932
- Leptacinus fraternus Cameron, 1932
- Leptacinus fusciceps Eppelsheim, 1895
- Leptacinus gabonicus Coiffait, 1968
- Leptacinus galapagoensis Coiffait, 1981
- Leptacinus gardneri Cameron, 1945
- Leptacinus gerardi Bernhauer, 1932
- Leptacinus germaini Coiffait & Sáiz, 1964
- Leptacinus gomyi Lecoq, 1990
- Leptacinus goropanensis Coiffait, 1982
- Leptacinus gracilentus Scheerpeltz, 1974
- Leptacinus gracilis Fauvel, 1895
- Leptacinus grassei Coiffait, 1968
- Leptacinus guadarramus Outerelo, 1975
- Leptacinus harbinensis Bordoni, 2000
- Leptacinus hariolus Herman, 2001
- Leptacinus hypsibathus Bernhauer, 1939
- Leptacinus intermedius Donisthorpe, 1936
- Leptacinus irritans Tottenham, 1956
- Leptacinus jacobsoni Cameron, 1933
- Leptacinus japonicus Cameron, 1933
- Leptacinus javanus Bernhauer, 1916
- Leptacinus karakorus Coiffait, 1975
- Leptacinus kazirensis Coiffait, 1982
- Leptacinus khachikovi Bordoni, 2011
- Leptacinus klapperichi Coiffait, 1981
- Leptacinus ladakhensis Coiffait, 1982
- Leptacinus lecontei Blackwelder, 1944
- †Leptacinus leidyi Scudder, 1900
- Leptacinus lineaticeps Coiffait, 1982
- Leptacinus lipposus Herman, 2001
- Leptacinus longipennis Cameron, 1951
- Leptacinus luofuensis Cameron, 1950
- Leptacinus luridipennis MacLeay, 1873
- Leptacinus machadoi Cameron, 1959
- †Leptacinus maclurei Scudder, 1900
- Leptacinus macropterus Bernhauer, 1939
- Leptacinus magniceps Bernhauer, 1922
- Leptacinus major Coiffait, 1968
- Leptacinus malayanus Y.Watanabe & Y.Shibata, 1976
- Leptacinus maledivensis Scheerpeltz, 1965
- Leptacinus mandibularis Cameron, 1929
- Leptacinus marocanus Coiffait, 1969
- Leptacinus marshalli Bernhauer, 1938
- Leptacinus megacephalus Lea, 1925
- Leptacinus merkli Ádám, 1987
- Leptacinus microparamerus Coiffait, 1977
- Leptacinus microphthalmus Fauvel, 1905
- Leptacinus micropterus Bernhauer, 1931
- Leptacinus miltoni Tottenham, 1953
- Leptacinus minimus Bernhauer, 1920
- Leptacinus minutissimus Cameron, 1959
- Leptacinus mirus Assing, 2011
- Leptacinus multipunctatus Scheerpeltz, 1974
- Leptacinus natalensis Scheerpeltz, 1974
- Leptacinus nepalicus Coiffait, 1975
- Leptacinus niger Cameron, 1949
- Leptacinus nigerrimus Coiffait, 1971
- Leptacinus nilamburensis Cameron, 1932
- Leptacinus notabilis Cameron, 1926
- Leptacinus oculatus Coiffait, 1968
- Leptacinus opacipennis Lea, 1925
- Leptacinus oscillans Sharp, 1885
- Leptacinus othioides Baudi di Selve, 1869
- Leptacinus ovaliceps Bernhauer, 1937
- Leptacinus pakistanus Coiffait, 1982
- Leptacinus pallescens Tottenham, 1956
- Leptacinus pallidus Cameron, 1927
- Leptacinus parviparamerus Coiffait, 1982
- Leptacinus parvus Cameron, 1950
- Leptacinus pauliani Jarrige, 1978
- Leptacinus pennatus Fauvel, 1907
- Leptacinus perforatus Tottenham, 1956
- Leptacinus perplexus Cameron, 1950
- Leptacinus persimilis Cameron, 1932
- Leptacinus philippinus Bernhauer, 1916
- Leptacinus pholeobius Jeannel and Paulian, 1945
- Leptacinus planulatus Sharp, 1889
- Leptacinus politus Fauvel, 1905
- Leptacinus priapus Coiffait, 1956
- Leptacinus pusillimus Kraatz, 1859
- Leptacinus pusillus (Stephens, 1833)
- Leptacinus quadrisulciceps Lea, 1925
- Leptacinus raptor Tottenham, 1956
- †Leptacinus rigatus Scudder, 1900
- Leptacinus rufonitens Coiffait, 1966
- Leptacinus rufoterminatus Cameron, 1951
- Leptacinus schoutedeni Cameron, 1929
- Leptacinus secretus Cameron, 1933
- Leptacinus serpentarius Motschulsky, 1860
- Leptacinus sexsulciceps Lea, 1925
- Leptacinus simeki Bordoni, 1975
- Leptacinus sinuatocollis Scheerpeltz, 1957
- Leptacinus sobrinus Tottenham, 1956
- Leptacinus sparsepunctus Coiffait, 1968
- Leptacinus spectabilis Bernhauer, 1929
- Leptacinus stradomskyi Khachikov, 2019
- Leptacinus strangulatus Coiffait, 1968
- Leptacinus subtilepunctatus Scheerpeltz, 1974
- Leptacinus sulcifrons (Stephens, 1833)
- Leptacinus tenuis Cameron, 1935
- Leptacinus testaceipennis Bernhauer, 1929
- Leptacinus titan Coiffait, 1980
- Leptacinus trapeziceps Scheerpeltz, 1974
- Leptacinus unicolor Cameron, 1937
- Leptacinus vicinus Coiffait, 1968
- Leptacinus wittei Cameron, 1950
- Leptacinus yemeniticus Bordoni, 2010